# Louis de Funès
Louis Germain David de Funès de Galarza y Soto (Courbevoie, 31 de julio de 1914-Nantes, 27 de enero de 1983) fue un actor y comediante francés de padres españoles.
Es el actor favorito de los franceses, según una serie de encuestas realizadas desde finales de los años 60, y ha interpretado más de 150 papeles en el cine y más de 100 en el teatro. Su estilo interpretativo es recordado por su gran energía interpretativa y su amplia gama de expresiones faciales y tics.
Interpretó el papel de Don Salluste de Bazán, Ministro de Hacienda del Rey de España, en la película francesa de culto "Delirios de grandeza", ambientada en la España del siglo XVII.
Louis de Funès, uno de los actores franceses más famosos de todos los tiempos, goza también de un amplio reconocimiento internacional. Además de su inmensa fama en el mundo francófono, también sigue siendo un nombre conocido en muchas otras partes del mundo, incluidos los países de habla alemana, España, Italia, Portugal, el antiguo bloque del Este, Albania, Grecia, la antigua Yugoslavia, Irán, Israel, Mauricio y Turquía.

## Una familia emigrada
Su familia paterna pertenecía a la nobleza de Sevilla. Su padre, Carlos Luis de Funes de Galarza (1871-1934), era abogado. Su madre, Leonor Soto Reguera (1879-1957), era ama de casa, hija de un notario de Ortigueira (La Coruña), localidad a la que llegó en 1903 Carlos Luis de Funes como representante de joyería, trabajo que había emprendido tras abandonar su actividad como abogado. Ambos establecieron una relación no bien vista por sus respectivas familias, por lo que decidieron emigrar a Francia. Allí llegaron en 1904, donde se establecieron. Carlos Luis de Funes de Galarza continuó con el oficio de joyero, para luego partir hacia Venezuela, de donde regresó algunos años más tarde consumido por la tuberculosis. En 1934, murió en Málaga en soledad.

## Biografía
A los cinco años, Louis recibió, por parte de su madre, las primeras lecciones de piano. Pasó su infancia en Villiers-sur-Marne (Seine-et-Oise) y asistió al internado Jules-Ferry. En 1930, finalizó sus estudios secundarios en el Lycée Condorcet y por sugerencia de su hermano, quien se dedicaba a la venta de pieles finas, ingresó en la Escuela Superior de Peletería, cerca de la plaza de la Bastilla. Pero fue expulsado por continuos altercados. Comenzó entonces a trabajar en distintas peleterías y ejerció además otros oficios de los que fue generalmente despedido a causa de su holgazanería[cita requerida]. Por esta razón, sus padres decidieron inscribirlo en la École technique de photographie et de cinéma, hoy en día llamada École nationale supérieure Louis-Lumière. Louis eligió el curso de cine, teniendo como condiscípulo a Henri Decaë quien será, años más tarde, director de fotografía en sus filmes. Según Decaë, Funès fue expulsado de la institución un año más tarde, en 1933, por realizar una «broma» en la que utilizó hiposulfito de sodio, provocando así un incendio. Funès vivió entonces un período en el que osciló entre el desempleo y pequeños trabajos de los que siempre terminaba siendo despedido.
Funès se casó en primeras nupcias en Saint-Étienne el 27 de abril de 1936 con Germaine Louise Elodie Carroyer. De ese matrimonio nació un hijo, Daniel Charles Louis (n. 12 de julio de 1937- m. 23 de enero de 2017). Divorciado el 13 de noviembre de 1942, el 20 de abril de 1943 volvió a casarse, esta vez con Jeanne Augustine Barthélémy, bisnieta de Guy de Maupassant, quien le dio dos hijos, Patrick Charles (n. 27 de enero de 1944), médico radiólogo, y Olivier Pierre (n. 11 de agosto de 1949), comandante en Air France.

### Trayectoria artística
Su vida artística no comenzó bien, debiendo recurrir para subsistir a pequeños trabajos tales como tocar el piano en bares de baja categoría. Haber poseído un buen oído musical le permitió aplicarlo, años más tarde, en filmes como Le Corniaud, Le Grand Restaurant y L’Homme Orchestre; además tenía buenos conocimientos sobre cine. En aquellos años, desarrolló la mirada sollozante y los gestos fastidiosos del Pato Donald según propia confesión.
En 1945 el actor Daniel Gélin presentó Louis de Funès a Jean Stelli, y éste le dio un papel en una secuencia de la película La Tentation de Barbizon, estrenada en 1946, en la que Gélin interpretó a Michel Berthier, el portero de la empresa «Publi-Mondial» y en la que de Funès debutó en el cine con el papel de otro portero, el del cabaret «Le Paradis». Este papel es el punto de partida de su carrera cinematográfica. Pocos años más tarde hizo de extra y de doble, desempeñando múltiples roles en un mismo film, como por ejemplo en la película Du Guesclin, en la que interpretó, al mismo tiempo, a un mendigo, a un astrólogo, y a un noble.
Contaba con poco más de 30 años cuando se presentó en el teatro por primera vez, y es su timidez una de las causas por las que no gozó de una fama inmediata. A principios de los años 50, Sacha Guitry le concedió pequeños papeles, particularmente, en los filmes La poison, Je l'ai été trois fois, Si Paris nous était conté, y La Vie d'un honnête homme, con lo que así tuvo la oportunidad de refinar su personaje sin utilizar muecas ni disfraces. Entre 1952 y 1953, sus participaciones en la revue Bouboute et Sélection y Ah! les belles bacchantes, respectivamente, comenzaron a contribuir al advenimiento de su fama como actor. Además, integró un grupo de actores cómicos con el que perfeccionó su técnica, explotando facetas desconocidas para él hasta ese momento. Al año siguiente, participó en la adaptación cinematográfica de Les belles bacchantes, su primera película en color.
Un director de cine, Claude Autant-Lara, notó su potencial cómico. Luego en 1957, en el filme Ni vu, ni connu, su interpretación del pescador furtivo huyendo del guardabosques le vale el título de «mejor cómico del momento». Claude Magnier lanzó la obra teatral Oscar en 1958, y aunque en los primeros años de representación de la obra de Funès no formaba parte de su elenco, empezó a actuar en ella a principios de los años 1960. La adaptación al cine de Oscar, del año 1967, también con de Funès en el reparto, fue un éxito de taquilla.
En 1964 estrenó el primer film de la saga del Gendarme, El gendarme de Saint-Tropez (gozando esta serie de películas de gran éxito hasta la muerte misma del actor). También en el año 1964, inició otra saga también exitosa: Fantômas, teniendo la misma dos secuelas más. Para cerrar ese inolvidable año, de Funès, con 50 años de edad, actuó bajo la dirección de Gérard Oury en la película Le Corniaud (España: El hombre del Cadillac, Argentina: El papanatas), teniendo por compañero a su amigo Bourvil.
En 1965, la revista Time llegó a comparar el dúo cómico Bourvil/De Funès a aquel dúo formado por Laurel y Hardy (El gordo y el flaco).
Luego, en 1966, Louis de Funès volvió a actuar con Bourvil en La Grande Vadrouille (España: La gran juerga, Argentina: La gran fuga), que es el filme que más entradas vendió en el país galo con 17 millones de entradas hasta la llegada de la película estadounidense Titanic de James Cameron en 1998. Aun así, ninguna otra película francesa consiguió llegar a ese tope hasta el estreno de Bienvenidos al Norte conservando el honor entre las películas compatriotas. Paralelamente, incursionó en teatro.
En 1971, siempre con Gérard Oury (su director fetiche), realizó en España La Folie des grandeurs (Delirios de grandeza). Su compañero iba a ser Bourvil, pero el actor falleció antes del rodaje, siendo sustituido por Yves Montand.
A partir de marzo de 1973 se comprometió por completo con el rodaje de Las locas aventuras de Rabbi Jacob pudiéndose estrenar el 18 de octubre del mismo año. Al día siguiente del estreno, actuó en teatro iniciando durante casi 200 días consecutivos la pieza de Jean Anouilh, La Valse des toréadors hasta abril de 1974. Desde entonces, descansó en el castillo de su esposa cerca de Nantes, donde disfrutó de la jardinería y se negó a realizar cualquier otro proyecto con el fin de dedicarse al próximo film de Gérard Oury, Le Crocodile, cuyo rodaje debía iniciarse en mayo de 1975. En ese proyecto, Louis de Funès iba a interpretar a un dictador sudamericano. Sin embargo, en plena preproducción, sufrió un infarto lo que lo obligó a desistir de ese proyecto, renunciando para siempre también a su carrera teatral ya que lo consumía físicamente.

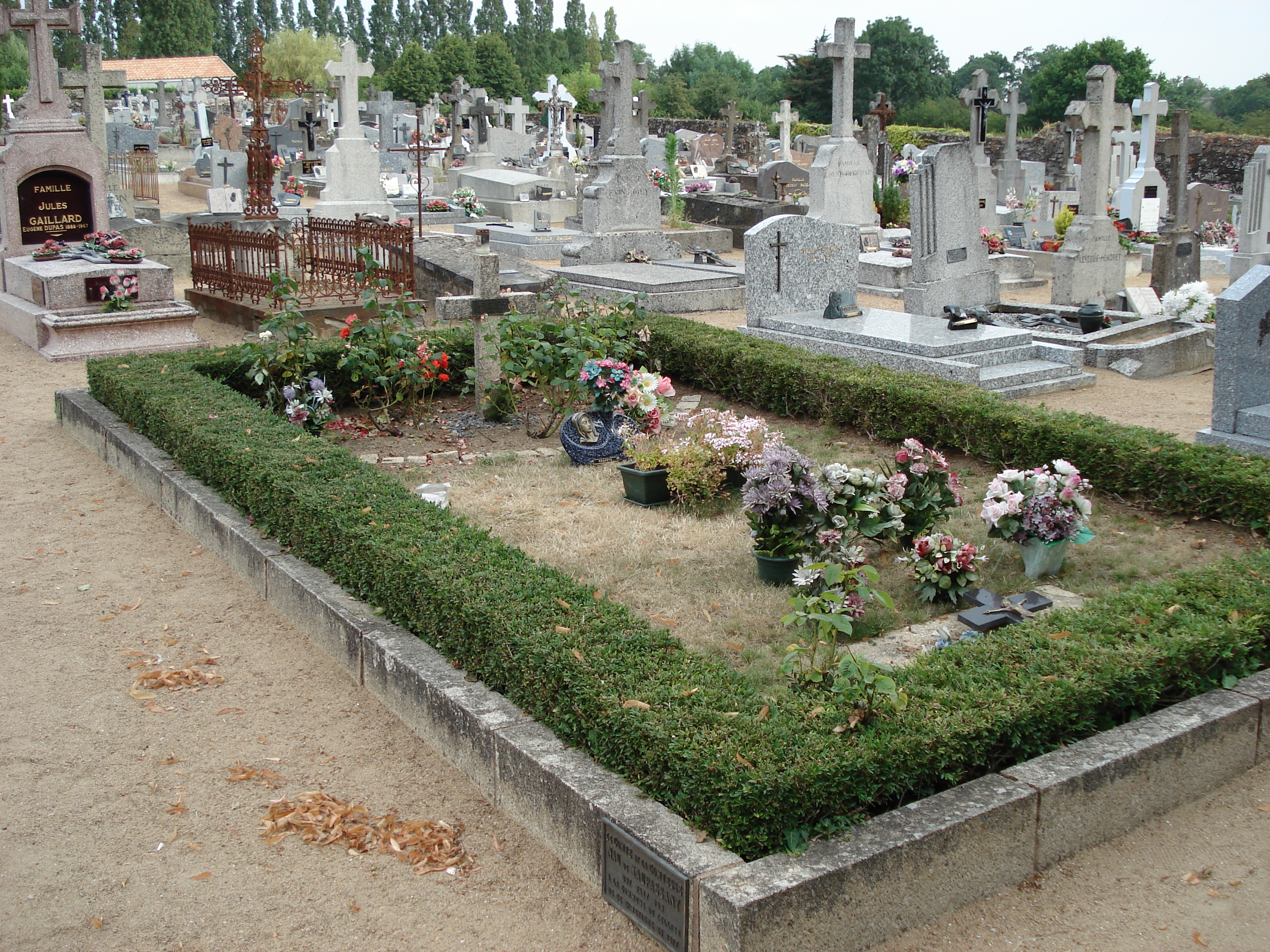
Tumba de Louis de Funès en Cellier.

Su carrera en el cine fue obstaculizada ya que las aseguradoras planteaban no tener intención de cubrir nuevos rodajes. El director de L'Aile ou la cuisse (Muslo o pechuga) consiguió un seguro para dos semanas de rodaje, y Louis de Funès reapareció entonces en los rodajes, pero siempre con un médico y una ambulancia presentes en el lugar. Continuó así con los siguientes trabajos, aunque a un ritmo menos sostenido que en sus inicios.
En 1980 y después de varios años, cumplió finalmente su sueño: adaptar al cine su versión de una pieza de Molière. Es así como L'Avare (El avaro) llega a los cines, pero sólo obtiene un modesto éxito. Ese mismo año, recibe un premio de las manos de Jerry Lewis. Más tarde, en 1981, uno de sus hijos le aconsejó leer una novela llamada La Soupe aux choux (La sopa de coles) de René Fallet, que según él, tenía el potencial para ser una buena película. Se dispuso entonces a adaptarla al cine en compañía de Jean Carmet y de Jacques Villeret.
Su carrera terminó al año siguiente con Le Gendarme et les Gendarmettes. Poco antes de su muerte llegaron a llamarle «el Chaplin francés». En 1983, a sus 68 años, sufrió una crisis cardíaca. Fue una gran pérdida para el cine francés. Gérard Depardieu, uno de los jóvenes actores más cotizados del cine francés en aquel momento, se lamentaba de su muerte comentando: "Los cómicos mueren siempre de una crisis cardíaca, porque hacer reír cansa el corazón".

## Recursos humorísticos
Sus principales bases para hacer humor fueron:
- su capacidad de gesticulación y de imitación;
- la repetición en una escena de sus gestos o palabras;
- el carácter excesivo de los sentimientos y emociones que expresa, como por ejemplo son el miedo y la desesperación (fingidos o reales de su personaje).

Su expresión de cólera es característica: gruñidos, ruidos con la boca, bofetadas repetitivas a los otros personajes, grandes gesticulaciones, etc. Los papeles se prestan de buen grado a este juego: sus personajes son a menudo hipócritas y un poco antipáticos, sin ser malévolos o incapaces de redención.

### Disfraces

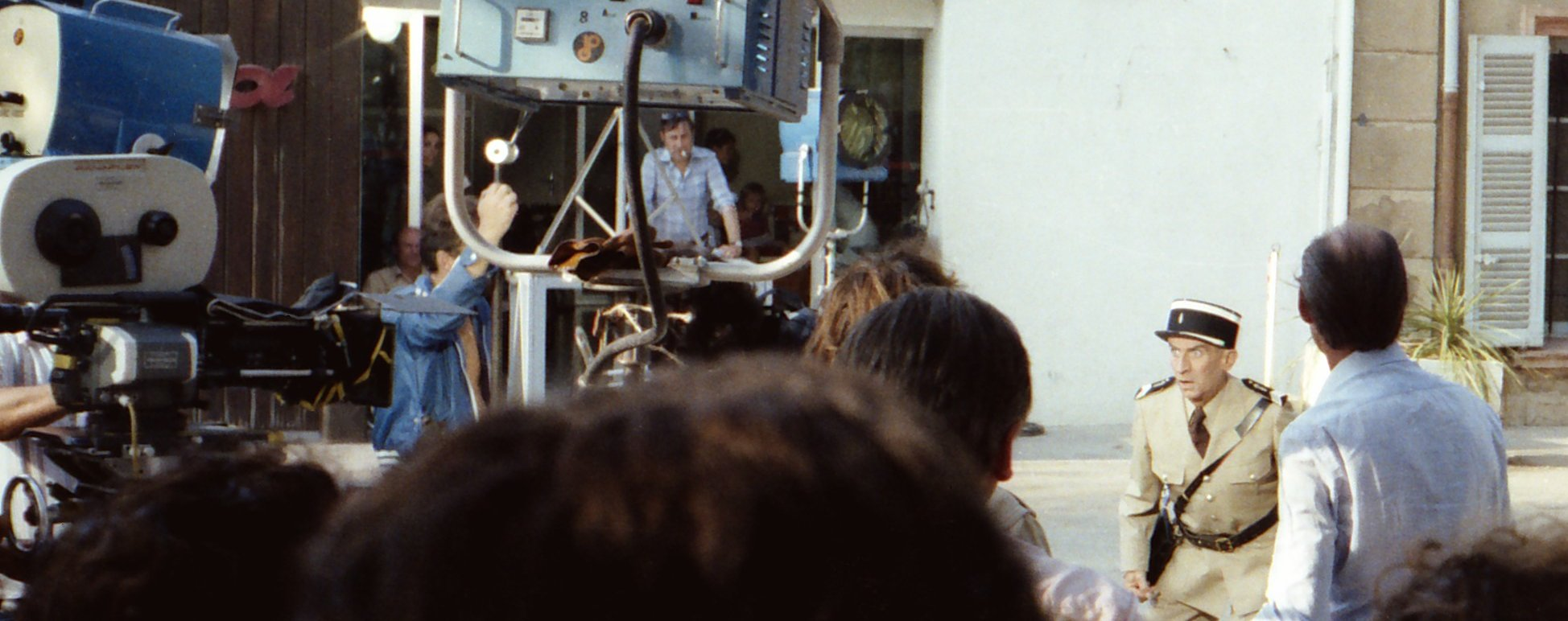
Louis de Funès en 1978 interpretando a un gendarme, su personaje más famoso.

No dudaba en acentuar hasta el extremo las situaciones cómicas utilizando disfraces. Los siguientes son algunos ejemplos:
- el poeta falso y con peluca para aparecer de incógnito en Le Grand Restaurant (el gran restaurante) en el cual es el dueño;
- los vestidos habituales del siglo XVII de la Folie des grandeurs, y entre ellos, el disfraz de la «Dama de negro» en la taberna;
- la viejita que, en l'Aile ou la cuisse, pedía ser atendida en un restaurante mientras otros atendían exageradamente a un supuesto crítico gastronómico (luego «la viejita» le baja el pulgar en su guía gastronómica);
- el traje «loubavitch» en Las locas aventuras de Rabbi Jacob;
- los vestidos de la «Belle Époque» en Hibernatus, donde él debía hacerse pasar por el pretendiente de su propia esposa;
- su vestido en L'Avare es irresistiblemente divertido.

### A dúo
El talento de Louis de Funès funcionaba bien en la categoría de dúos cómicos regulares u ocasionales, con actores muy diversos:
- Claude Gensac, conocida por el apodo que Cruchot (el gendarme interpretado por Louis de Funès) le dio en la serie del Gendarme: «ma biche» (mi cierva). Ella era usualmente la cómplice femenina de los personajes de Louis de Funès.
- Michel Galabru, quien hizo de superior en la saga del Gendarme y sirvió como objetivo de burla para Louis de Funès.
- Bourvil, con quien se amoldó muy bien en Le Corniaud y La Grande Vadrouille.
- Yves Montand en La Folie des grandeurs. Muchas escenas entre ellos son tan célebres como el sueño con las rimas de oro o la limpieza de las orejas.
- Coluche, que hizo de hijo de Louis de Funès en L'Aile ou la cuisse.
- Olivier de Funès, su propio hijo en Les Grandes Vacances, Hibernatus y l'Homme orchestre.

## Filmografía
Con Fernandel, Bourvil y Jean Gabin, Louis de Funès es uno de los actores franceses que atrajo a la mayor cantidad de espectadores en los cines. Louis de Funès fue muy prolífico. Después de haber respondido a varios cientos de actores, dirigidos por más de cuarenta directores, además de una década en la que intentó diferentes actividades (media docena de series de televisión, una docena de doblaje, una docena de cortos películas) mientras filmaba en la década de 1950, tuvo más de ciento cuarenta largometrajes en su haber durante sus casi cuarenta años de carrera.

### Algunas películas importantes
Más de la mitad de la filmografía de Louis de Funès se define y considera "de culto". Es posible reducir esta filmografía en dos tercios limitándose a las películas que han superado el millón de entradas en la taquilla y en las que Louis de Funès desempeña el papel principal, así como las pocas películas donde fue coprotagonista. En la primera parte de su carrera, se benefició históricamente de la luz traída por los "gigantes" del cine francés de la época, que eran Jean Gabin, Fernandel y Bourvil. Hay un total de 45 largometrajes, en más de 140 representaciones, que pueden considerarse importantes. Por lo tanto, el término "mayor" se entiende aquí desde un triple punto de vista: crítico, popular / comercial y en términos de avance en la carrera de Louis de Funès.

## Convicciones religiosas, sociales y políticas
Louis de Funès era muy religiosoy poseía una profunda fe.
Sus ideas políticas se acercan a las del gaullismo, hombre de derechas, afirma ser muy aficionado a Charles de Gaulle, así como a Georges Pompidou, y haber apreciado en su juventud la Confederación General del Trabajo y las reformas del Frente Popular cuando se otorgó el primer permiso remunerado según la ley francesa (vacaciones pagadas). Varias fuentes de extrema derecha le adjudicaron ideas monárquicas y católicas tradicionalistas, pero, aunque admiraba al rey Luis XVI y asistió en ocasiones a la misa anual en memoria de Luis XVI que conmemoraba su ejecución, no era monárquico.
Olivier de Funès contó que durante Mayo del 68 su padre se interesaba poco en el movimiento social, pero que le parecía simpático que los jóvenes se manifestaran en frente a los políticos, a los que él no apreciaba. Por otro lado, se asustaba por la caza de brujas que se avecina, no admite que los profesores universitarios, los periodistas o incluso los jefes de empresa paguen el precio, se refería a menudo al Terror, y se burlaba de algunos de los tribunos de la protesta. Más tarde tuvo una visión amarga de los acontecimientos: Me sorprendió el Mayo del 68. Queríamos transformarlo todo, liberarlo todo, volver a ser jóvenes.

## Distinciones
- Caballero de la Legión de Honor (1973, insignias puestas por Gérard Oury)
- César de honor (1980, entregado por Jerry Lewis, categoría César del cine)